# Matias Antônio da Fonseca Morato
Matias Antônio da Fonseca Morato (? — ?) foi um político brasileiro.
Foi presidente da província do Rio Grande do Norte, de 31 de janeiro a 7 de fevereiro de 1879, de 20 de abril a 1 de junho de 1881, e de 16 de março a 13 de abril de 1882.